# نووی آتکول
نووی آتکول (انگلیسی: Novy Atkul) یک شهرک در شهرستان کالتاسینسکی استان باشقیرستان کشور روسیه است.